# Membrana celular

Esquema tridimensional da estrutura de uma membrana celular.

A expressão membrana celular utiliza-se com dois significados diferentes:
- Membrana plasmática, a membrana que universalmente envolve o citoplasma das células. A utilização de membrana celular não é original, mas é extraordinariamente generalizada, sobretudo nos textos de língua inglesa, nos quais frequentemente a "cell membrane" usa-se como sinónimo de "plasma membrane"[1][2][3][4][5][6][7]. Quando empregue no plural (cell membranes) faz-se referência a todas as membranas da célula.

- Parede celular, também chamada membrana de secreção, um revestimento mais ou menos resistente que cobre todas ou a maioria das células das plantas, dos fungos e dos protistas pluricelulares. Na realidade, com microscópio óptico não é possível distinguir-se a parede celular da membrana plasmática e inicialmente considerava-se como um todo, dito isto, este conjunto foi portanto a original acepção de membrana celular. Só actualmente é que este significado de membrana celular passou a ser usado.

## Origem da ambiguidade
Na altura em que os microscópios foram aperfeiçoados no século XIX, e ao longo de século e meio (c.1800-c.1950) a investigação das células tinha por base apenas a observação por meio do microscópio óptico. Este não permite, por razões físicas relacionadas com o comprimento da onda da luz, detectar estruturas inferiores a 0,25 μm (micrómetros). Chamou-se de "membrana celular" o limite celular quando era visível. Na maior parte dos casos, o que se observava era um revestimento, mais ou menos flexível, feito de polissacarídeos, de proteínas ou de polímeros mistos, ao que se chama também de parede celular. Esta última é precisamente a expressão que deve ser preferida para evitar a ambiguidade.
No início do século XX, as investigações experimentais da fisiologia celular permitira postular a existência, em todas as células, duma membrana invisível, denominada "membrana plasmática" ou citoplasmática, e que deveria ser composta essencialmente de lípidoss. Esta representavs a envoltura do protoplasma, a parte fisiologicamente ativa da célula. Com o uso do microscópio eletrónico, pôde observar-se finalmente a membrana plasmática, cuja espessura comum é de apenas 0,0075 µm (75 Å). Com o microscópio eletrónico, pode distinguir-se na célula das plantas a membrana plasmática da parede celular.
Um exemplo de uso de membrana celular com significado de parede celular é o tratado clássico de histologia vegetal de K. Esau, que na sua tradução para o castelhano da sua 3ª edição de 1976 diz o seguinte:
"O termo membrana celular emprega-se correntemente na bibliografia botânica escrita em castelhano e o mesmo ocorre na bibliografia alemã e nalgumas publicacções antigas em língua inglesa; em contrapartida, nas publicações modernas escritas em inglês utiliza-se o termo parede celular, também usado em castelhano."
O parágrafo citado, traduzido aqui em português, refere-se ao idioma castelhano, mas nessa língua, assim como noutras, observa-se desde aquela época uma preferência para usar os termos mais claros "membrana plasmática" e "parede celular" em deterimento de membrana celular. Assim, noutro livro clássico publicado apenas alguns anos após a referência anterior, como é o Tratado de Botânica de Strasburger na 7ª edição em castelhano de 1986, o termo "membrana celular" já não aparece no índice alfabético de termos, mas sim membrana plasmática, parede celular, bio-membrana entre outros. Em inglês, a membrana celular acabou por se tornar sinónimo de membrana plasmática.
O termo membrana plasmática deriva do termo alemão Plasmamembran cunhado no século XIX por Karl Wilhem Nägeli.